# Provincies van Cambodja
Cambodja is bestuurlijk onderverdeeld in 23 provincies  (ខេត្ត, khaet) en een stedelijk gebied (រាជធានី, reach thani) (hoofdstad Phnom Penh).
De provincies zijn verdeeld in municipaliteiten (ក្រុង, krong) en districten (ស្រុក, srŏk). De districten zijn verdeeld in gemeenten] (ឃុំ, khum). De nummers voor de provincie zijn de nummers zoals op de kaart.

## stedelijk gebied
- 15. Phnom Penh

## provincies
- 1. Banteay Mean Cheay
- 2. Battambang (ook Batdambang)
- 3. Kampong Cham
- 4. Kampong Chhnang
- 5. Kampong Spoe
- 6. Kampong Thum
- 7. Kampot
- 8. Kandal
- 9. Koh Kong
- 10. Keb
- 11. Kracheh
- 12. Mondol Kiri
- 13. Oddar Meancheay
- 14. Pailin
- 16. Sihanoukville
- 17. Preah Vihear
- 18. Pouthisat
- 19. Prey Veng
- 20. Ratanakiri
- 21. Siem Reap
- 22. Stoeng Treng
- 23. Svay Rieng
- 24. Takev
- 25. Tboung Khmum